# Jenny Hansson
Jenny Hansson (ur. 26 sierpnia 1980 w Gällivare) – szwedzka biegaczka narciarska, zawodniczka klubu Östersunds SK, dwukrotna zwyciężczyni FIS Marathon Cup oraz zwyciężczyni klasyfikacji generalnej cyklu biegów długodystansowych Visma Ski Classics.

## Kariera
Po raz pierwszy na arenie międzynarodowej Jenny Hansson pojawiła się 10 listopada 2001 roku w zawodach FIS Race w Jukkasjärvi, gdzie zajęła 16. miejsce w biegu na 5 km techniką klasyczną. W Pucharze Świata zadebiutowała 20 listopada 2004 roku w Gällivare, zajmując 80. miejsce w na 10 km stylem klasycznym. Oprócz sezonu 2004/2005 Hansson pojawiała się w zawodach pucharowych także w sezonach 2007/2008, 2008/2009, 2010/2011 oraz 2011/2012, ale nigdy nie zdobyła punktów. Wspólnie z koleżankami zajęła jednak trzecie miejsce w sztafecie 23 listopada 2008 roku w Gällivare.
Jenny Hansson startuje głównie w zawodach FIS Marathon Cup. Do stycznia 2012 roku w zawodach tego cyklu 15 razy stawała na podium, przy czym sześciokrotnie zwyciężała. Była między innymi najlepsza w norweskim Birkebeinerrennet w 2010 roku i szwedzkim Vasaloppet w 2011 roku. W klasyfikacji generalnej najlepszy wynik uzyskała w sezonach 2008/2009 i 2009/2010, które ukończyła na pierwszej pozycji.

## Osiągnięcia

### Puchar Świata

#### Miejsca w klasyfikacji generalnej
- 2004/2005: -
- 2007/2008: -
- 2008/2009: -
- 2010/2011: -
- 2011/2012: -

#### Miejsca na podium
Hansson nie stała na podium indywidualnych zawodów Pucharu Świata.

### FIS Marathon Cup

#### Miejsca w klasyfikacji generalnej
- sezon 2002/2003: 28.
- sezon 2005/2006: 26.
- sezon 2006/2007: 3.
- sezon 2007/2008: 2.
- sezon 2008/2009: 1.
- sezon 2009/2010: 1.
- sezon 2010/2011: 5.
- sezon 2011/2012: 3.
- sezon 2012/2013: 11.

#### Miejsca na podium
| Nr  | Dzień       | Rok  | Zawody             | Dystans                 | Czas biegu  | Strata      | Pozycja | Zwyciężczyni    |
| --- | ----------- | ---- | ------------------ | ----------------------- | ----------- | ----------- | ------- | --------------- |
| 1.  | 17 grudnia  | 2006 | La Sgambeda        | 45 km stylem dowolnym   | 1:56:38,9 h | +3:17,4 min | 2.      | Lara Peyrot     |
| 2.  | 4 lutego    | 2007 | König-Ludwig-Lauf  | 50 km stylem klasycznym | 1:35:54,6 h | +13,2 s     | 2.      | Elin Ek         |
| 3.  | 18 lutego   | 2007 | Tartu Maraton      | 63 km stylem klasycznym | 3:07:03,0 h | +3:13,0 min | 3.      | Elin Ek         |
| 4.  | 4 marca     | 2007 | Vasaloppet         | 90 km stylem klasycznym | 4:48:29,0 h | +2:13,0 min | 2.      | Elin Ek         |
| 5.  | 13 stycznia | 2008 | Jizerská Padesátka | 50 km stylem klasycznym | 2:35:07,0 h | -           | 1.      | -               |
| 6.  | 28 stycznia | 2008 | Marcialonga        | 70 km stylem klasycznym | 3:43:27,0 h | -           | 1.      | -               |
| 7.  | 3 lutego    | 2008 | König-Ludwig-Lauf  | 42 km stylem klasycznym | 1:44:26,9 h | +3:20,5 min | 3.      | Elin Ek         |
| 8.  | 2 marca     | 2008 | Vasaloppet         | 90 km stylem klasycznym | 4:47:16,0 h | +4,0 s      | 2.      | Sandra Hansson  |
| 9.  | 10 stycznia | 2010 | Jizerská Padesátka | 50 km stylem klasycznym | 2:29:25,9 h | +7:21,7 min | 2.      | Sandra Hansson  |
| 10. | 24 stycznia | 2010 | Dolomitenlauf      | 42 km stylem dowolnym   | 1:56:15,2 h | -           | 1.      | -               |
| 11. | 31 stycznia | 2010 | Marcialonga        | 70 km stylem klasycznym | 3:32:07,8 h | -           | 1.      | -               |
| 12. | 21 lutego   | 2010 | Tartu Maraton      | 63 km stylem klasycznym | 3:20:59,0 h | +7:23,0 min | 2.      | Sandra Hansson  |
| 13. | 20 marca    | 2010 | Birkebeinerrennet  | 54 km stylem klasycznym | 2:57:33,0 h | -           | 1.      | -               |
| 14. | 6 marca     | 2011 | Vasaloppet         | 90 km stylem klasycznym | 4:25:30,8 h | -           | 1.      | -               |
| 15. | 19 marca    | 2011 | Birkebeinerrennet  | 54 km stylem klasycznym | 3:11:17,0 h | +48,0 s     | 2.      | Seraina Boner   |
| 16. | 8 stycznia  | 2012 | Jizerská Padesátka | 50 km stylem klasycznym | 2:42:19,7 h | +6:32,5 min | 3.      | Sara Svendsen   |
| 17. | 29 stycznia | 2012 | Marcialonga        | 70 km stylem klasycznym | 3:23:20,3 h | +56,2 s     | 2.      | Susanne Nyström |
| 18. | 5 lutego    | 2012 | König-Ludwig-Lauf  | 50 km stylem klasycznym | 2:36:18,2 h | +4,3 s      | 2.      | Susanne Nyström |
| 19. | 19 lutego   | 2012 | Tartu Maraton      | 63 km stylem klasycznym | 3:06:27,0 h | +1,0 s      | 2.      | Susanne Nyström |
| 20. | 17 marca    | 2012 | Birkebeinerrennet  | 54 km stylem klasycznym | 2:47:03,0 h | +3:34,0 min | 3.      | Seraina Boner   |

### Visma Ski Classics

#### Miejsca w klasyfikacji generalnej
- sezon 2011: 2.
- sezon 2012: 1.
- sezon 2013: 3.